# Hybystenen 1
Hybystenen 1, även kallad Vismarlövstenen med signum DR 264, är en runsten som upptäcktes 1624 i ett gärde söder om de västra gårdarna i Vismarlöv. Stenen står idag i ett villaområde i Vismarlöv i Svedala kommun i Skåne.

## Stenen
Ristningen, som är starkt vittrad, består av en bild av en hjort samt två kristna kors utöver inskriften som är inhuggen på två av stenens sidor. Eventuellt finns även bomärken på stenens topp.  Den från runor översatta inskriften lyder enligt nedan:

## Inskriften
Translitterering av runraden:
§A þurþr · hu · runaʀ · þasi · ...r... · --- 
§B fulukui : a : huk·-... ...
Normalisering till rundanska:
§A Þorþr hio runaʀ þæssi ... ... 
§B Folkwi/Fullugi a Høg[by] ...
Översättning till nusvenska:
§A Tord högg runor dessa... 
§B Folkvi (eller Fullugi) äger(?) Hög(by?)... .